# クリック!
『クリック!』（Click!）は、日本テレビで2005年4月4日から2005年9月29日まで放送していた公開バラエティ番組である。
『汐留スタイル!』の後継番組で、スタッフ及び出演者・リポーターの一部は『汐留 - 』から続投した人もいる。後番組は、中山秀征司会の『ラジかる!!』。

## 出演者

### 司会・パーソナリティー
- 月曜日：山口智充、鈴木紗理奈
- 火曜日：柳沢慎吾、島崎和歌子
- 水曜日：石塚英彦、石川亜沙美
- 木曜日：藤井隆、若槻千夏

### アシスタント
- 杉上佐智枝（日テレアナウンサー）
- 長谷川憲司（当時日テレアナウンサー、杉上アナウンサーの代役）

### ダイナマイトスターボウリングの実況
- 望月浩平（日テレアナウンサー）
- 右松健太（日テレアナウンサー）

### クリッカーズ
- アップダウン
- カラテカ
- 号泣
- シャカ
- ザブングル
- タカアンドトシ
- ライセンス
- 相沢真紀
- 岩波理恵
- 海江田純子
- 江本理恵
- 後藤ゆきこ
- 佐倉真衣
- 桜井悠美子
- 原万紀子
- はるの
- 深谷愛
- 松藤あつこ
- 宮岡弥生

## 備考
番組の中で時折『クイズ世界はSHOW by ショーバイ!!』にあった「早押しクイズ・何を作っているのでしょうか?」や「ウソつき3択（『 - ショーバイ!!』では「いっつみいのウソつき4択」）」が放送されることがある。「何を作っているのでしょうか?」に至っては問題開始時のSE・問題中のBGM・残り時間が30秒を切ってから残り秒数の表示が出る、といった点においては本家と全く同じである。

## 放送時間
- 月 - 木曜日：15:55 - 17:25（平日月〜金生放送）